# Alfred de Musset

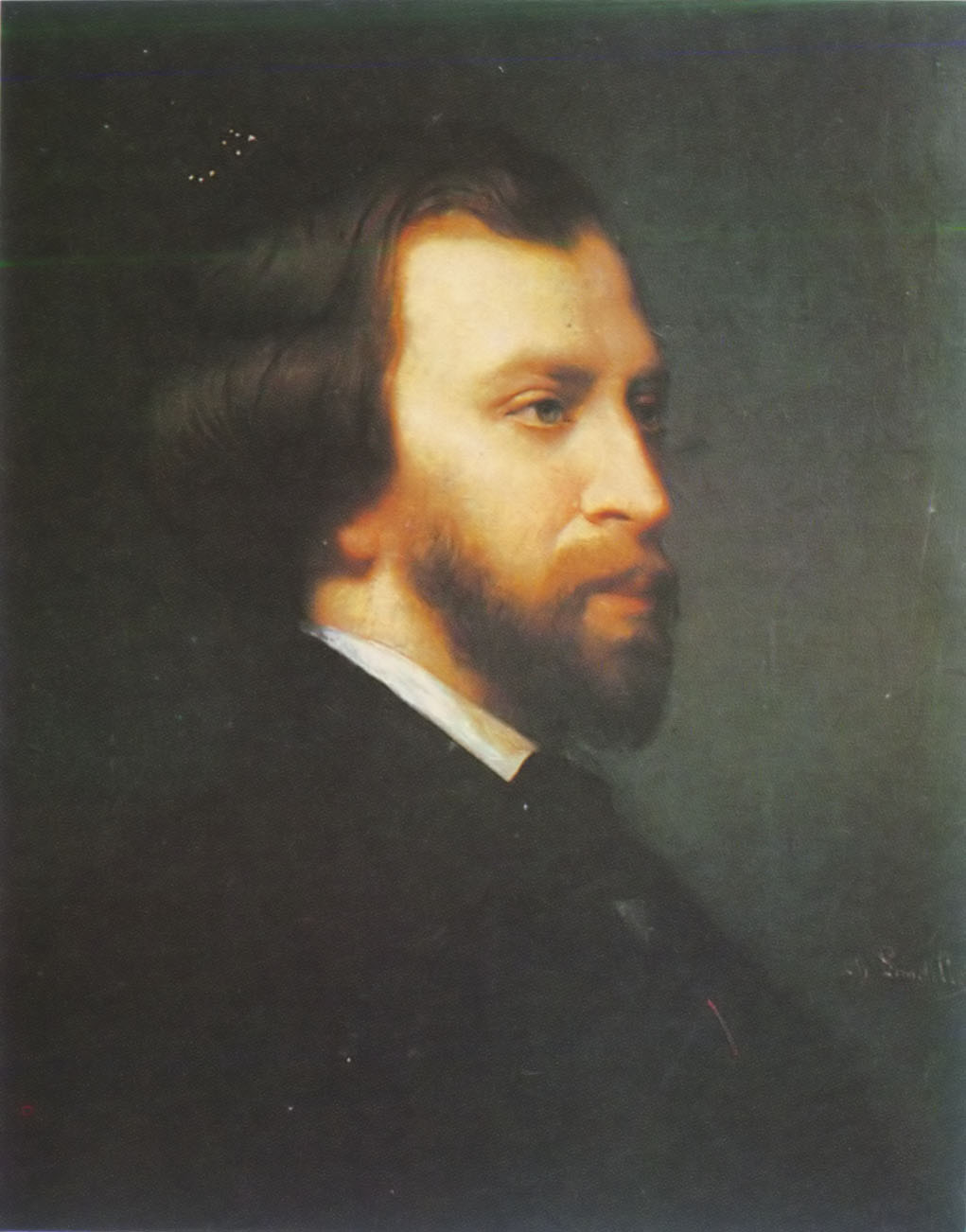
Alfred de Musset, porträtterad av Charles Landelle.

Alfred Louis Charles de Musset, född 11 december 1810, död 2 maj 1857, var en fransk författare och ledamot av Franska akademin. Han var bror till Paul de Musset. Hans verk är till stor del präglade av hans kärleksförhållande till romanförfattaren George Sand.

## Liv och verk
Musset slog igenom 1829 med den erotiska diktsamlingen Contes d'Espagne et d'Italie, efterföljd av Poésies diverses (1831) och den lyrisk-episka diktsamlingen Spectacle dans un fauteuil (1832), vilken bland annat innehöll den byronska Don Juan-parafrasen Namouna. Höjdpunkten i Mussets diktarkarriär kom med diktsamlingen Rolla (1833), det första fulltoniga uttrycket för la maladie du siècle, den förtvivlade och allt upplösande stämningen hos den generation som vuxit upp bland kejsardömets ruiner.
År 1833 blev samtidigt en vändpunkt i Mussets karriär, då han träffade George Sand, med vilken han hösten samma år reste till Italien, där de tillbringade en vinter tillsammans, fylld med kärlek och slitningar. När Musset återkom till Paris var hans diktarbana bruten. Av den romantiske dandyn i Byrons fotspår fanns inte mycket kvar.
Hans återstående verk var främst återspeglingar av ungdomspoesin, som Les nuits (1835–1837, svensk översättning 1902) och romanen Confessions d'un enfant du siècle (1836, svensk översättning 1902), som tar upp Rolla-temat på bred basis och där Musset samtidigt gör upp med sina hjärtesorger efter relationen med George Sand.
Vidare utkom han med ett dussintal noveller, först publicerade i Revue des deux Mondes 1837–1854 och sedan i bokform (utgivna på svenska under titeln Valda berättelser 1903), bland vilka märks Mimi Pinson, Le fils de Titien, Frédéric et Bernerette. Vidare Comédies et proverbes (i bokform 1840, en ny utökad utgåva 1854, av vilka en, On ne badine pas avec l’amour översattes av Hjalmar Söderberg 1928).
Mussets framträdande som författare sammanföll med romantikens intåg inom fransk litteratur, men han intog en fientligt avvaktande ställning mot dessa författare liknande Prosper Mérimées, och genom Lettres de Dupuis et de Cotonet (1837) bröt han helt med denna skola. Musset invaldes 1852 i Franska Akademien.
Alfred de Musset ligger begravd på kyrkogården Père-Lachaise i Paris. Till eftermälet hör att Musset nämns i Ture Nermans berömda dikt Den vackraste visan om kärleken.

## Verk översatta till svenska

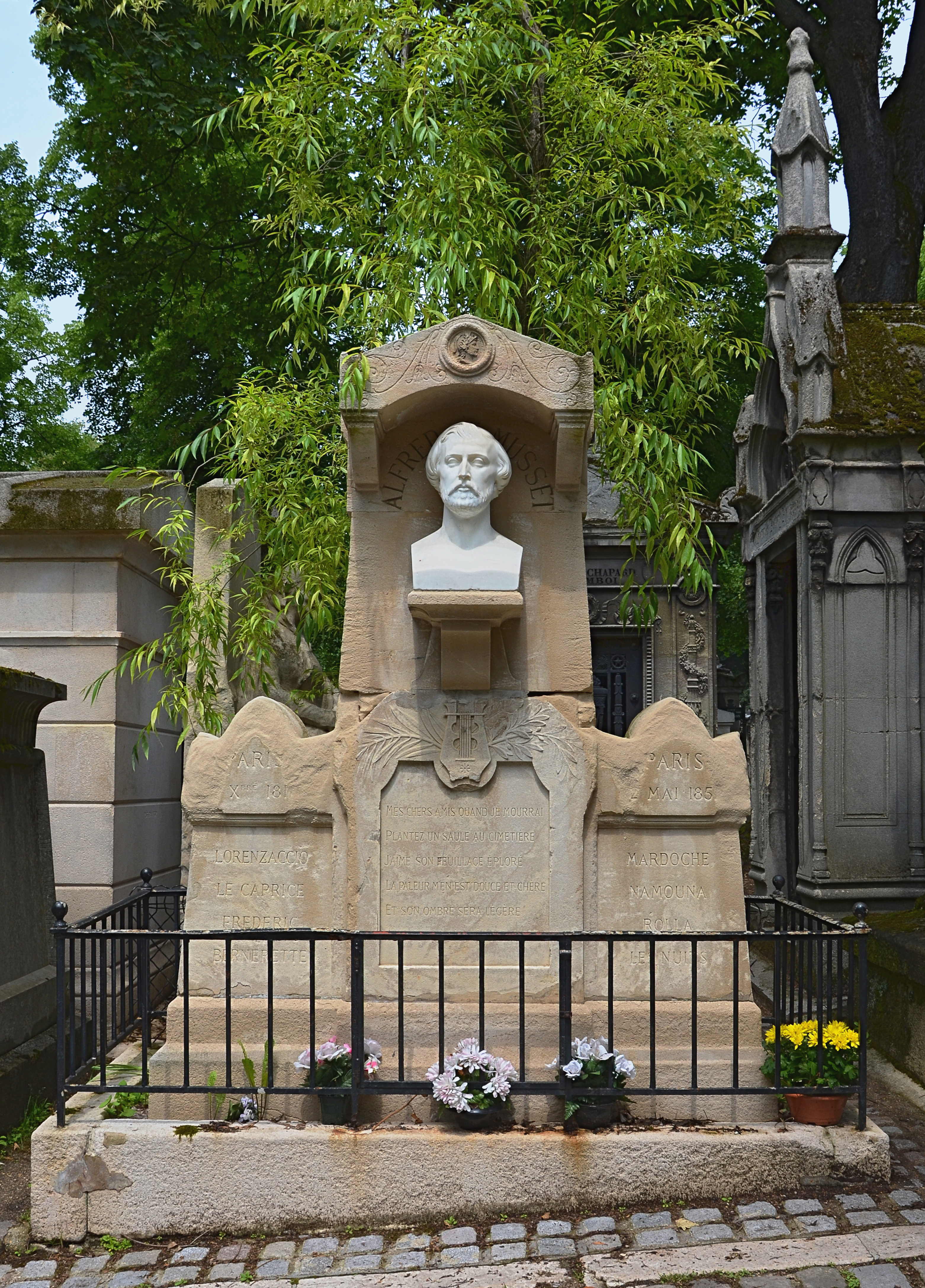

- Bekännelser af ett seklets barn (översättning Oscar Levertin, Bonnier, 1902) (Bekännelser av ett seklets barn, översättning Olof Scherdin, B. Wahlström, 1928) (Bekännelser av ett seklets barn, översättning Disa Törngren, Geber, 1949) (La confession d'un enfent du siècle, 1836)
- Valda berättelser (översättning Ezaline Boheman, Geber, 1903)
- Nätterna och andra dikter (översättning Alfred Victorin, Bonnier, 1903) (Les nuits, 1836)
- Sann kärlek och Armbandets hemlighet: två noveller (översättning Göte Bjurman, Fröléen, 1911)
- Mardoche: humoristisk novell på vers (översättning Clas Emil Aurell, Sandbergs bokhandel, 1911) (Mardoche, 1829)
- Margot (översättning Göte Bjurman, Nordiska förlaget, 1912) (Margot, 1838)
- Flugan (översättning Göte Bjurman, Nordiska förlaget, 1912) (La mouche, 1853)
- Ett tidens barn (översättning Ernst Grafström, Holmquist, 1913)
- En kärlekshistoria (okänd översättare, Nordiska förlaget, 1917) (Une histoire d'amour)
- Emmeline (ill. av Einar Nerman, översättning Gösta Gideon Molin, Svenska andelsförlaget, 1918) (Emmeline, 1837)
- Titians son (översättning Erik Karlholm, Svenska förlaget, 1921) (Le fils du Titien, 1838)
- Fransk romantik. I (Bonnier, 1928) (Världslitteraturen: de stora mästerverken, 34) [Innehåll: Dikter, Lek ej med kärleken, Ljusstaken, En dörr skall vara öppen eller stängd]
- Gamiani eller en orgie i två nätter (anonym översättning?, 1932); Kvinno-kärlek eller En orgie i två nätter (anonym översättning, Trumman, 1965); Gamiani (översättning Arne Häggqvist, Tema-förlaget, 1965); Gamiani eller En orgie i två nätter (översättning Carl-Michael Edenborg, Vertigo, 2008) (Gamiani ou deux nuits d'excès, 1833)
- Lek ej med kärleken!: komedi i tre akter (översättning av Hjalmar Söderberg, radiobearbetning: Hjalmar Gullberg, Radiotjänst, 1936) (otryckt översättning av Anders Bodegård för Kungliga Dramatiska teatern 1998) (On ne badine pas avec l'amour, 1834)
- Historien om en vit trast (originaletsningar av Jean Couy, översättning Lily Vallquist, Bibliofila klubben, 1952) (L'histoire d'un merle blanc)
- Lorenzaccio (översättning Magnus Röhl, 1984)